# Gavelkind
Gavelkind ( /ɡ æ v əl k aɪ n d / ) est un système de propriété foncière associé principalement au comté de Kent, mais a également en Irlande et au Pays de Galles et d'autres parties de l'Angleterre. Le système d'héritage qui lui est lié est fondé sur la division et ressemble en cela aux traditions franques ce qui pourrait être le témoin d'une tradition germanique plus large, probablement plus ancienne. En vertu de cette loi, les terres étaient partagées également entre les fils ou les autres héritiers. On pense que le mot Gavelkind provient de vieilles phrases irlandaises «Gabhaltas-cinne» ou Gavail-kinne, ce qui signifie terre familiale. («Gabhail-cine» en gaélique moderne. ) 
Au fil des siècles, divers actes ont été adoptés pour abolir ce système. En Angleterre et au Pays de Galles, c'est la loi de 1925 sur l'administration des successions qui a finalement aboli la coutume,.

## Gavelkind dans le Kent

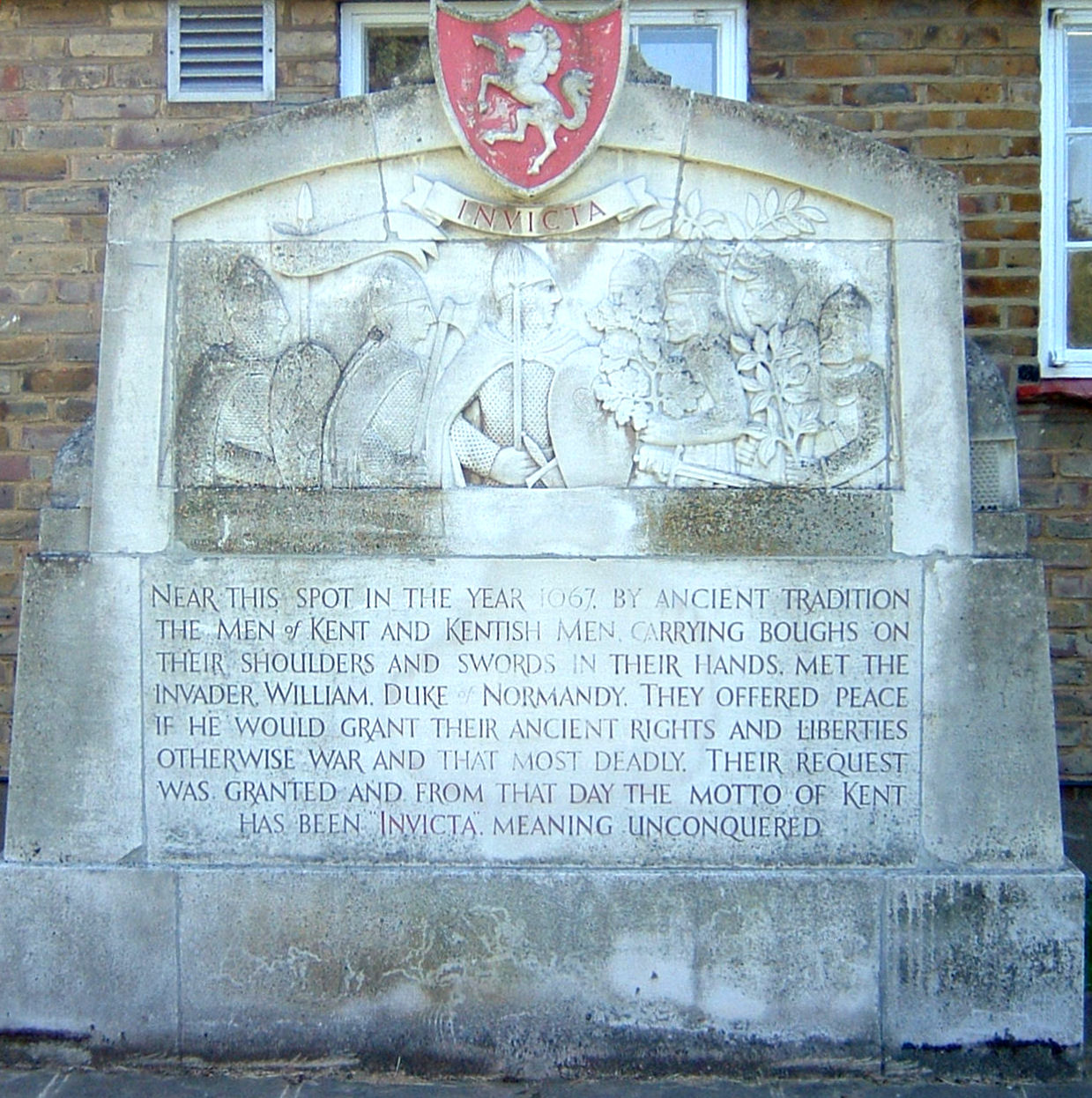
Monument à Swanscombe enregistrant la légende de la façon dont Kent a réussi à extraire des concessions de Guillaume le Conquérant.

Avant l'abolition de la tenure des gavelkind par la loi de 1925, toutes les terres du Kent étaient présumées détenues en gavelkind jusqu'à preuve du contraire. Il a été plus correctement décrit comme une tenure de "socage" (une tenure détenu par le locataire contre l'exécution de prestations déterminées ou un paiement de loyer, et ne nécessitant pas de service militaire), soumise à la coutume du gavelkind. Les principales particularités de la coutume étaient les suivantes : 
- Un locataire pouvait transmettre une partie ou la totalité de ses terres en fief à partir de quinze ans.
  - Après avoir été reconnu coupable d'un crime, les terres n'étaient pas sujettes à la "corruption du sang" (article inclus dans la loi sur la mort civile "attainder", qui empêche les descendants ou les proches d'une personne condamnée d'hériter de ses biens.
- Généralement, le locataire pouvait toujours disposer de ses terres dans son testament.
- En cas d'absence de testament, la succession étaient transmise à tous les fils, ou à leurs représentants, à parts égales, laissant à tous les fils également le statut social. Bien que les femmes se réclamant de leur propre chef n'héritaient que du statut, elles pouvaient tout de même hériter par représentation.
- Une douairière avait droit à la moitié du terrain.
- Une veuve qui n'avait pas d'enfants avait le droit d'hériter de la moitié de la succession, en tant que locataire, tant qu'elle restait célibataire.

Le Gavelkind, est un exemple de droit coutumier en Angleterre qui aurait existé avant la  conquête normande de 1066, mais a généralement été remplacé par la loi féodale de primogéniture. Sa survie (jusqu'en 1925) dans une partie du pays est considérée comme une concession de Guillaume le Conquérant aux habitants du Kent.

## Gavelkind au pays de Galles
Au pays de Galles, il y avait une coutume en ce qui concerne l'héritage similaire à celle du gavelkind en Angleterre qui était connue sous le nom gallois de cyfran,.
En vertu de la common law galloise sur la mort d'un propriétaire foncier, la terre était divisée à part égale entre tous ses fils, y compris les fils illégitimes.
La division finalement infinie des terres qui devenaient de plus en plus petites génération après génération a été critiquée car elle avait pour conséquence un affaiblissement du pays de Galles par rapport à l'Angleterre et son système de primogéniture où le patrimoine entier était reçu intact par le fils aîné. L'historien gallois Philip Yorke, écrivant en 1799, résume la situation : 
"Nos lois sur le gavelkind aplliquées à la succession, ont eu de mauvais effets sur la liberté de l’État ; Elles équilibraient le pouvoir mais augmentaient la concurrence des branches plus jeunes contre les plus âgées ; une guerre fratricide entre frères gallois se terminait dans le sang et la destruction nationale."
- Philip Yorke, The Royal Tribes of Wales p.46
Le "Law in Wales Acts 1535-1542" a vu le système juridique gallois remplacé par celui des Anglais, et la loi du gavelkind a été remplacée par celle de la primogéniture; cependant, comme en Angleterre, la coutume du gavelkind a finalement été abolie lors de la loi de 1925 sur l'administration des successions,.

## Gavelkind en Irlande
En Irlande, le gavelkind était une espèce de loi tribale sur la succession, par laquelle la terre, au lieu d'être divisée à la mort du titulaire entre ses fils, était à nouveau remise dans les terres communes et redistribuée parmi les membres survivants de la sept
En vertu de la première loi irlandaise, les terres étaient divisées à la mort du titulaire entre ses fils. Les Normands ont donné à cette loi de succession irlandaise le nom de gavelkind en raison de son apparente similitude avec celle du gavelkind dans le Kent.

## Voir également
- Histoire du droit foncier anglais
- Invicta (devise)
- Loi sur la papauté (Irlande)

## Remarques
1. ↑  « Gavelkind », Websters Dictionary (consulté le 24 août 2012)
2. ↑  Collectanea de Rebus Hibernicus, Volume 1
3. ↑  Elton. The tenures of Kent. ch. XVI – Disgavelled Lands
4. 1 2  « Administration of Estates Act 1925. S.45 (1) », HMSO (consulté le 24 août 2012)
5. ↑  Alan Watson, Society And Legal Change (2nd Ed), Philadelphia, Temple University Press, 2001 (ISBN 1-5663-9919-X), p. 53
6. ↑  R. J. Smith, "The Swanscombe Legend and the Historiography of Kentish Gavelkind," in Medievalism in the Modern World. Essays in Honour of Leslie J. Workman, ed. Richard Utz and Tom Shippey (Turnhout: Brepols, 1998), pp. 85–103.
7. ↑  « National Terminology Portal: gavelkind », Bangor Uninversity (consulté le 2 septembre 2012)
8. ↑  William Richards, Welsh English Dictionary, Carmarthen, 1832 (lire en ligne)
9. 1 2  Koch. Celtic Culture. Vol. 1. p. 11
10. 1 2  Connolly, « The Oxford Companion to Irish History », Oxford University Press, 2007 (consulté le 30 août 2012)